# Liste der Monuments historiques in Doulevant-le-Château
Die Liste der Monuments historiques in Doulevant-le-Château führt die Monuments historiques in der französischen Gemeinde Doulevant-le-Château auf.

## Liste der Immobilien
| Bezeichnung       | Beschreibung                  | Standort               | Kennzeichnung | Schutzstatus | Datum | Bild           |
| ----------------- | ----------------------------- | ---------------------- | ------------- | ------------ | ----- | -------------- |
| Kirche St-Louvent | ab dem frühen 16. Jahrhundert | Rue de l’Église (Lage) | PA52000014    | Inscrit      | 2000  | weitere Bilder |

## Liste der Objekte
| Bezeichnung                                            | Beschreibung                                                  | Standort                              | Kennzeichnung | Schutzstatus | Datum | Bild |
| ------------------------------------------------------ | ------------------------------------------------------------- | ------------------------------------- | ------------- | ------------ | ----- | ---- |
| Beche                                                  | Silber, 18. Jahrhundert                                       | in der Kirche St-Louvent (Lage)       | PM52000417    | Classé       | 1982  |      |
| Skulptur Madonna mit Kind                              | Stein, farbig gefasst, 16. Jahrhundert                        | in der Kirche St-Louvent (Lage)       | PM52000110    | Classé       | 1982  |      |
| Pietà                                                  | Kalkstein, farbig gefasst, zweite Hälfte des 16. Jahrhunderts | in der Kirche St-Louvent (Lage)       | PM52001512    | Inscrit      | 1982  |      |
| Weihwasserbecken                                       | Gusseisen, 16. Jahrhundert                                    | in der Kirche St-Louvent (Lage)       | PM52000106    | Classé       | 1908  |      |
| Kirchenfenster Gottvater mit zwei musizierenden Engeln | sowie weitere Fragmente, 16. Jahrhundert                      | in der Kirche St-Louvent (Lage)       | PM52000107    | Classé       | 1922  |      |
| Relief Zug von Würdenträgern                           | Stein, 16. Jahrhundert                                        | außen an der Kirche St-Louvent (Lage) | PM52000108    | Classé       | 1922  |      |
| Kanzel                                                 | Holz, 17. Jahrhundert                                         | in der Kirche St-Louvent (Lage)       | PM52000109    | Classé       | 1922  |      |
| Kirchengestühl                                         | Holz, bemalt, 17. Jahrhundert                                 | in der Kirche St-Louvent (Lage)       | PM52000111    | Classé       | 1982  |      |